# Vlast
Vlast je snaga podčinjavanja ljudi određenim naredbama uspostavljena nekim oblikom legitimnosti. To je sustav (mehanizam) koji omogućuje pokoravanje naredbama što potječu iz određenog izvora. Svaka vlast teži nekoj vrsti stalnosti tj. svom učvršćenju i kontinuitetu što se postiže uspostavom legitimnosti.
Legitimnost je stupanj prihvaćenosti određenog tipa političke vlasti od članova političke zajednice ostvaren na slobodnim izborima. Osigurava da većina ljudi odobrava i slijedi izabranu vlast i podržava uvjerenje većine članova političke zajednice da je ta vlast valjana i opravdana. 
Na legitimnosti vlast temelji svoje pravo da očekuje pokoravanje pučanstva.